# Arthur Daniel Slavin
Arthur Daniel Slavin (1903 - 1973) fue un botánico, horticultor estadounidense, trabajó en el Bureau de Parques, Rochester, Nueva York

## Algunas publicaciones
- arthur d. Slavin. 1948. Soil conservation in action
- j.a. Xievwland, arthur d. Slavin. 1928. Preservation of Monotropa and similar plants without discoloration. Proc. Indiana Acad. Sci. 38: 103, 104

### Libros
- arthur d. Slavin. 1932. Some conifers cultivated in the United States. Edición reimpresa de Royal Horticultural Society by Spottiswoode, Ballantyne, 65 pp.
- --------------------. 1929. Herbarium methods. Editor University of Notre Dame, 55 pp.

## Eponimia
- (Cornaceae) Swida × slavinii (Rehder) Holub[2]